# Gran Alianza Nacional (coalición)
Gran Alianza Nacional fue una coalición de partidos políticos de Guatemala formada en 2003 por el Partido Patriota, el Movimiento Reformador, el Partido Solidaridad Nacional y el Movimiento 17 (M-17). Esta coalición llevó a la presidencia a Óscar Berger en las elecciones de 2003, con un total de 1.235.303 votos representado un 54,10%, ganando la segunda vuelta contra el socialdemócrata Álvaro Colom de la Unidad Nacional de la Esperanza. En 2005 el Partido Patriota se retiró de esta coalición y posteriormente se disolvió.

## Apoyo de parte de otros partidos
La GANA obtuvo el apoyo de la Unión Democrática ,el Centro de Acción Social, y el Movimiento Principios y Valores, pero estos partidos no formaron de esta coalición.

## Después de las Elecciones
Luego de ganar las elecciones, Berger lanzó el proyecto de fusionar legal y políticamente a los distintos partidos miembros de la coalición en una sola organización. La iniciativa encontraría su primer obstáculo tan solo cuatro meses después de haber iniciado sus labores el nuevo gobierno, al producirse la renuncia del entonces comisionado para la seguridad, y secretario general del PP, Otto Pérez Molina, el cual se retiró de la coalición y pasó a engrosar las filas de la oposición en el Congreso. Como consecuencia de esta decisión la coalición se redujo a dos partidos y el M-17, y posteriormente se disolvió.
Más tarde en 2005 el PSN cambió de nombre a Gran Alianza Nacional.

## Resultados Electorales

### Presidenciales
| Año Electoral | Candidato Presidencial           | Votos 1° Vuelta | % 1° Vuelta | Votos 2° Vuelta | % 2° Vuelta |
| ------------- | -------------------------------- | --------------- | ----------- | --------------- | ----------- |
| 2003          | Óscar José Rafael Berger Perdomo | 921,316         | 34.32% (1°) | 1,235,303       | 54.12% (1°) |

## Partidos integrantes

Logotipo del Movimiento Reformador
Logotipo del Partido Solidaridad Nacional

«Puño, balanza, pirámide» así era leído el logotipo de la coalición Gran Alianza Nacional

### Combinaciones

#### Lideradas por el Partido Patriota
|                  |
| Partido Patriota |

| (MR)                  |
| Movimiento Reformador |

|                  |
| Partido Patriota |

| (PSN)                        |
| Partido Solidaridad Nacional |

##### Lideradas por el Movimiento Reformador
| (MR)                  |
| Movimiento Reformador |

| (PSN)                        |
| Partido Solidaridad Nacional |